# Solna centrum (tunnelbanestation)
Solna centrum är en tunnelbanestation inom Stockholms tunnelbana. Stationen är belägen i anslutning till köpcentrumet Solna Centrum. Den ligger i stadsdelen Skytteholm i Solna kommun och trafikeras av T-bana 3 (blå linjen).

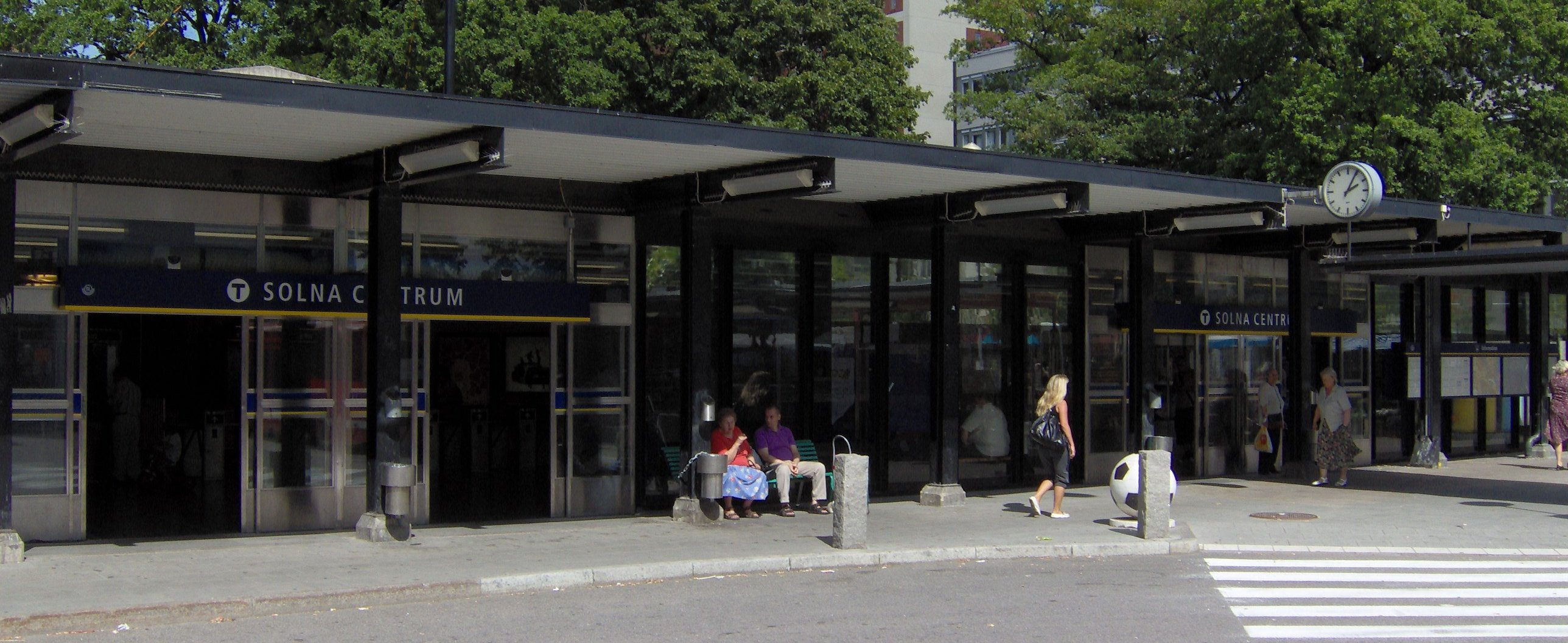
Solna centrums tunnelbanestation.

Stationen öppnades den 31 augusti 1975 i samband med att första etappen av blå linjen invigdes. Avståndet från station Kungsträdgården är 6,5 kilometer. Den ligger i bergrum, 27–36 meter under marken under Skytteholmsparken. Den har två biljetthallar med entré i söder från Centralvägen och i norr från Centrumslingan vid Solna centrumanläggning.
Vid den norra entrén kan man sedan år 2013 byta till spårvagn på Tvärbanan.
Konstnärlig utsmyckning av Karl-Olov Björk (1975) och Anders Åberg (1975, 1992), bland annat olika Sverigemotiv som visar Sveriges problem på 1970-talet samt olika tittskåp. Stationens tak och väggar är målade i grönt och rött.
Tunnelbanestationen Solna Centrum är den femte djupast belägna tunnelbanestationen på hela tunnelbanenätet. Beläget 16,5 meter under havet.

## Utsmyckningar

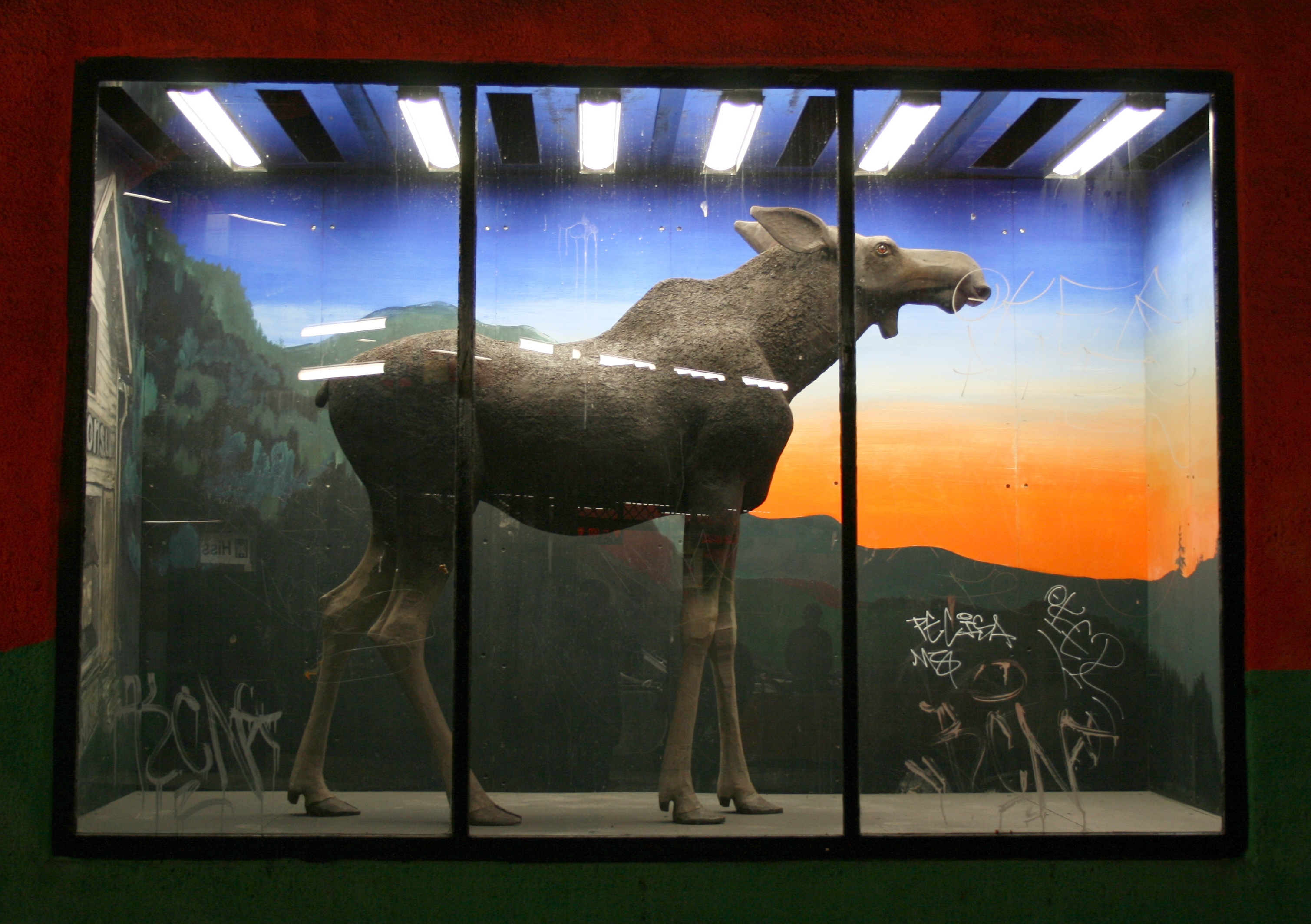
Konstnärlig utsmyckning
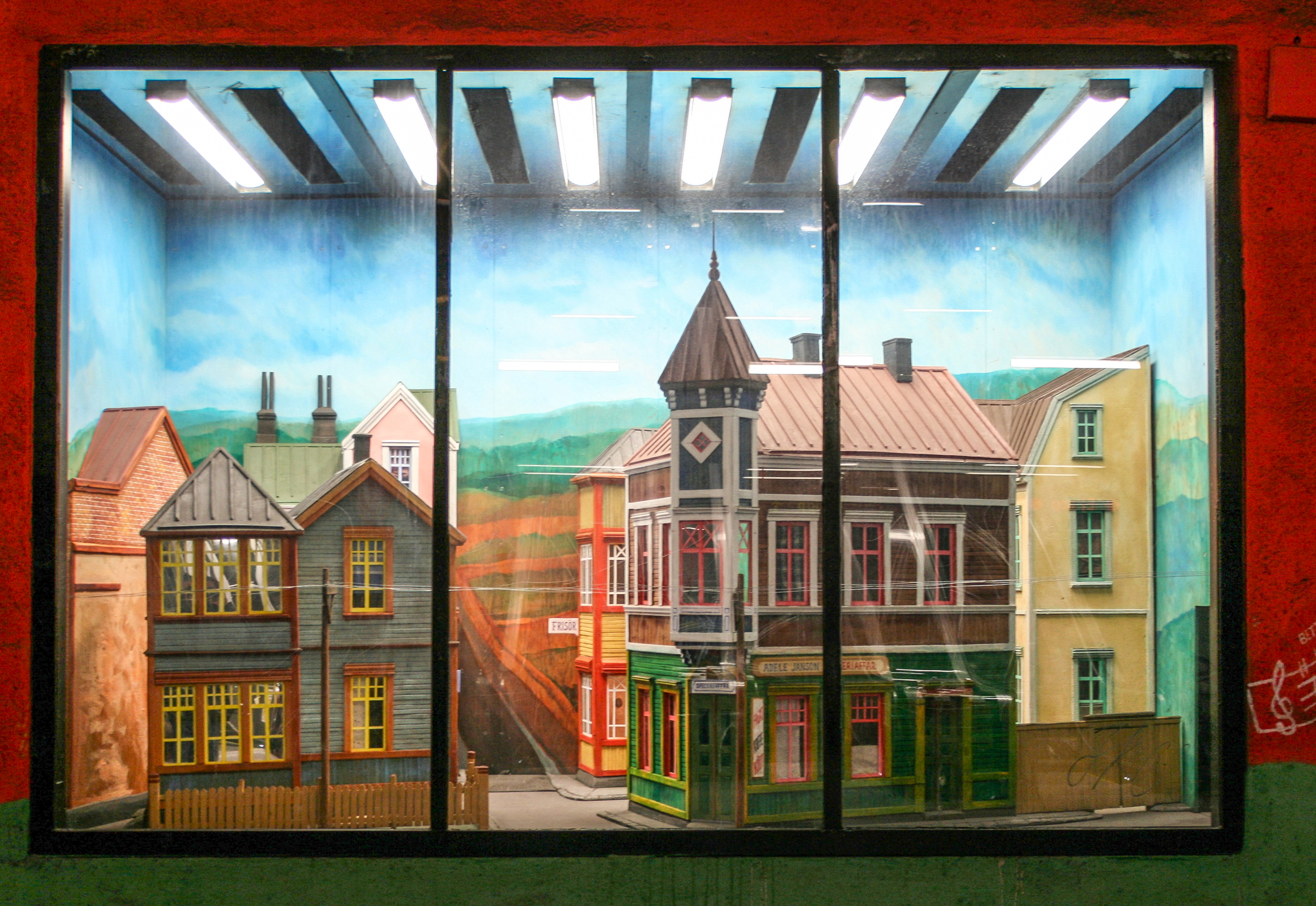
Konstnärlig utsmyckning
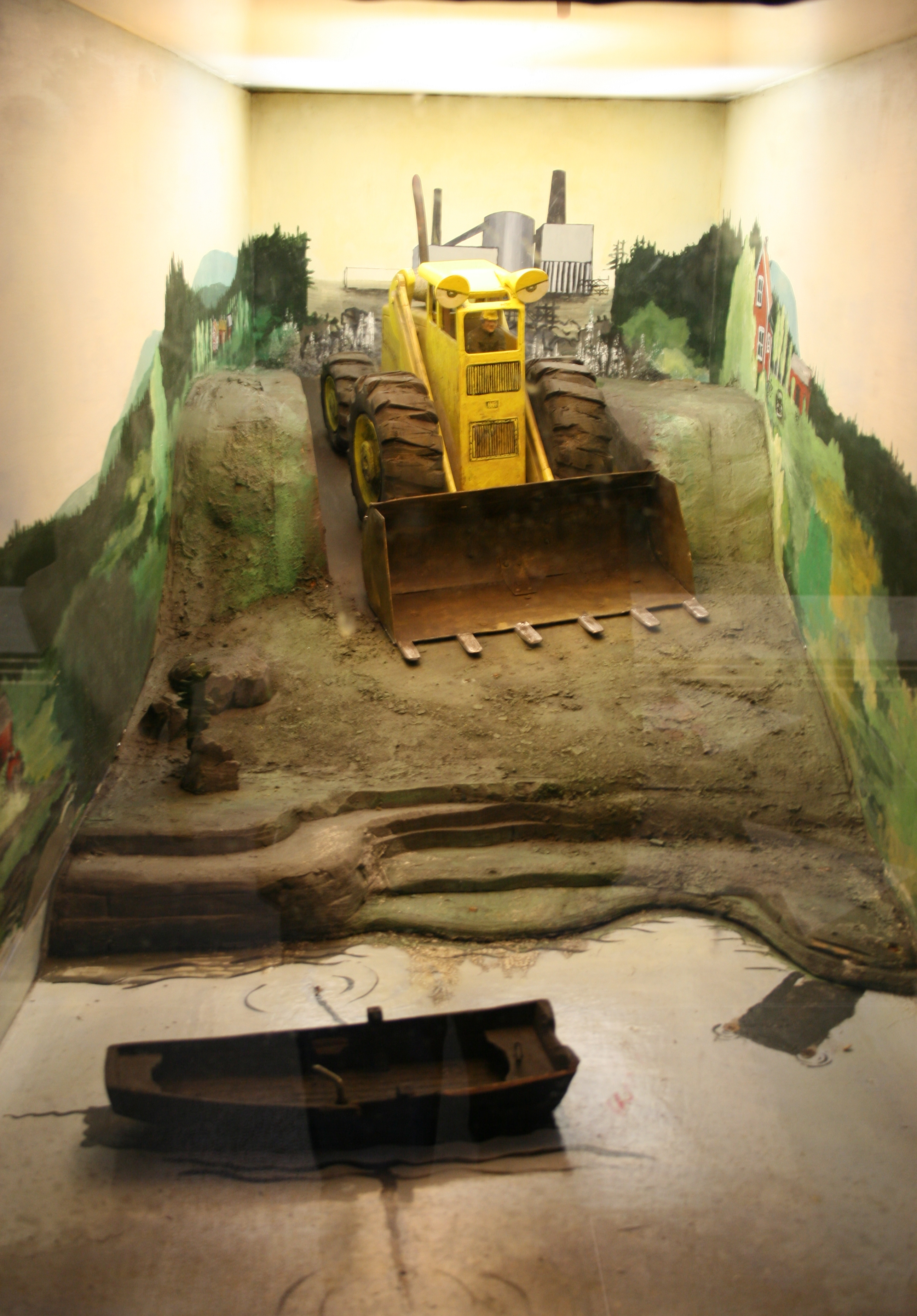
Konstnärlig utsmyckning
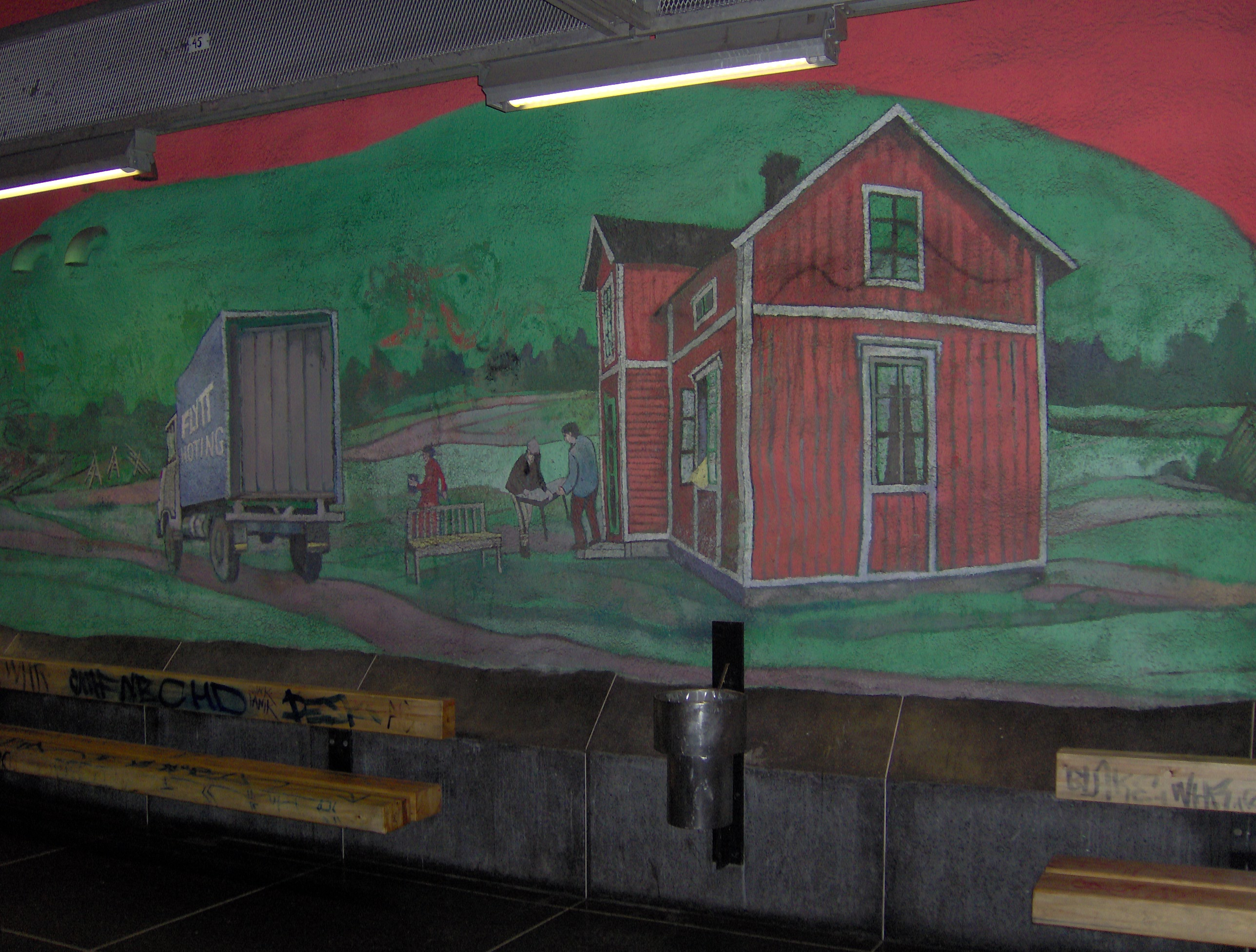
Konstnärlig utsmyckning